# Atopophysa indistincta
Atopophysa indistincta là một loài bướm đêm trong họ Geometridae.